# Inflación escrotal

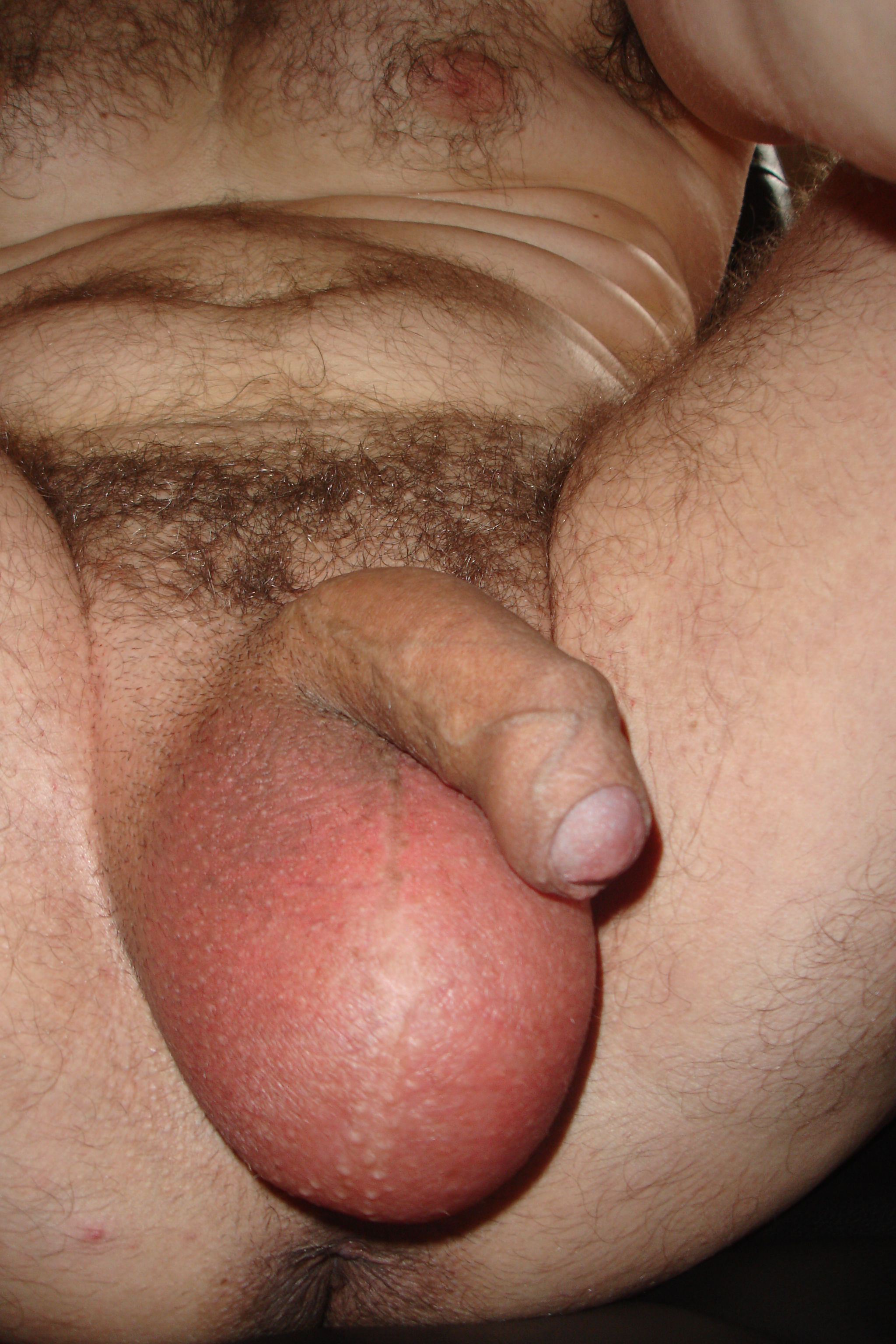
Scrotal saline infusion (inflation) - 035

La inflación escrotal, o infusión escrotal, es una práctica sexual en la que un fluido (normalmente una solución salina, pero también aire u otro gas) es inyectado en el escroto con el fin de aumentar considerablemente su tamaño.
Esta práctica conlleva el riesgo de sufrir complicaciones serias, tales como celulitis escrotal o un enfisema subcutáneo, e incluso mortales, como una gangrena de Fournier o una embolia gaseosa.